# سانتیاگو میدیانا
سانتیاگو میدیانا (انگلیسی: Santiago Maidana؛ زادهٔ ۲ فوریهٔ ۱۹۹۱) بازیکن فوتبال اهل آرژانتین است.
وی همچنین در تیم ملی فوتبال زیر ۲۰ سال آرژانتین بازی کرده‌است.